# Schallaburg
Schallaburg – renesansowy zamek w gminie Schollach w centralnej części Dolnej Austrii. 

## Historia
Pierwszym właścicielem zamku był Sieghard von Schala, którego zamordowano w 1104 roku w Ratyzbonie. Wkrótce ród von Schala wymarł. Od XIII do XV wieku zamek był w posiadaniu rodu von Zelking. W latach 1450–1614 zamek należał do rodu panów von Losenstein. W tym czasie miała miejsce rozbudowa zamku, który nabrał renesansowego wyglądu. 

## Czasy współczesne
Od roku 1967 Schallaburg należy do landu Dolna Austria i pełni w dużej mierze rolę centrum wystawowego, w którym organizowane są corocznie duże wystawy tematyczne. W roku 2005, w 50 rocznicę podpisania układu o niezależności Austrii (niem. Österreichischer Staatsvertrag) miała tu miejsce szczególna wystawa tematyczna o latach okupacji alianckiej Austrii tj. od 1945 do 1955 roku. 
W roku 2010 zorganizowano na zamku wystawę o latach sześćdziesiątych zatytułowaną: Beatles, narkotyki i rewolucja. 

Schallaburg
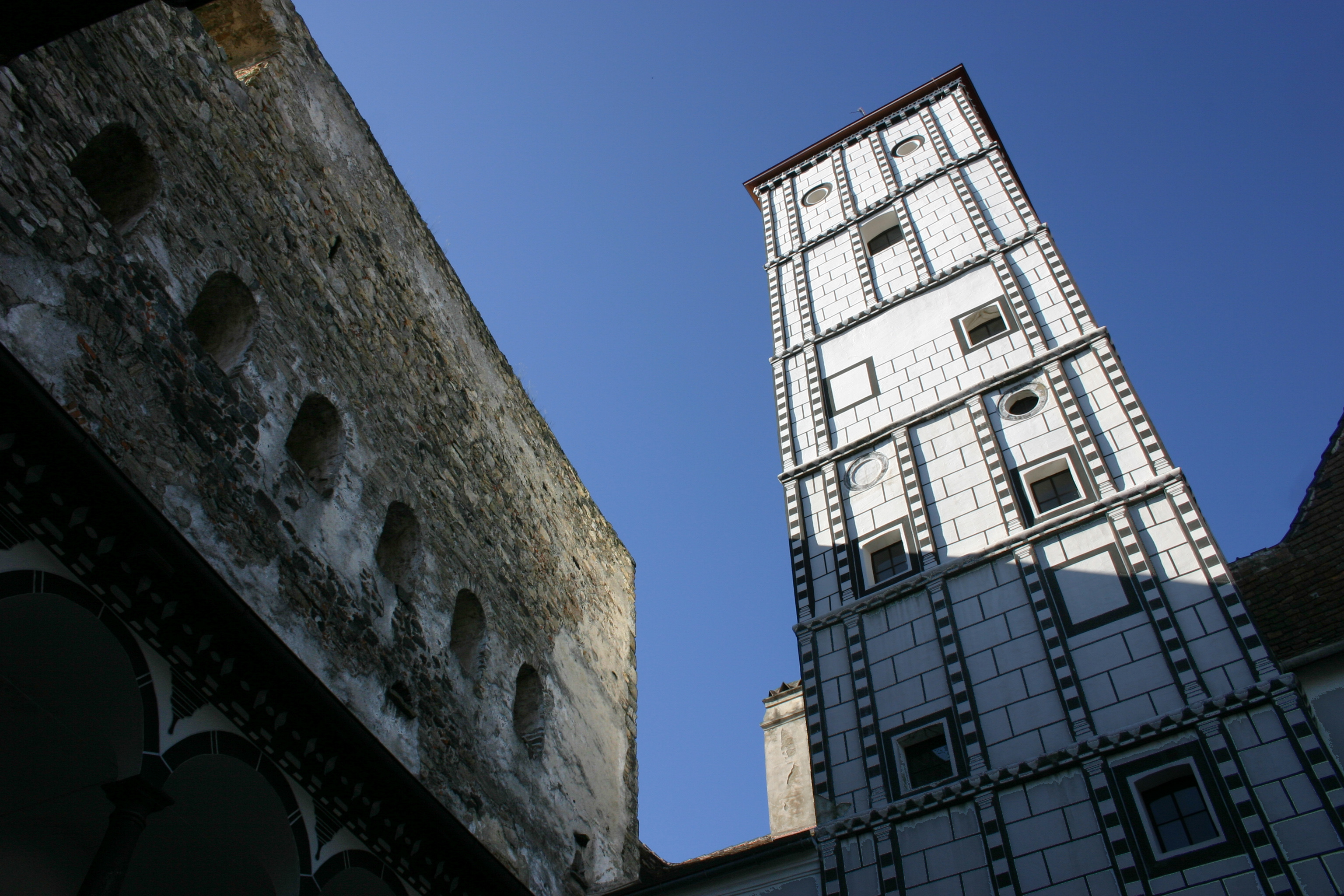
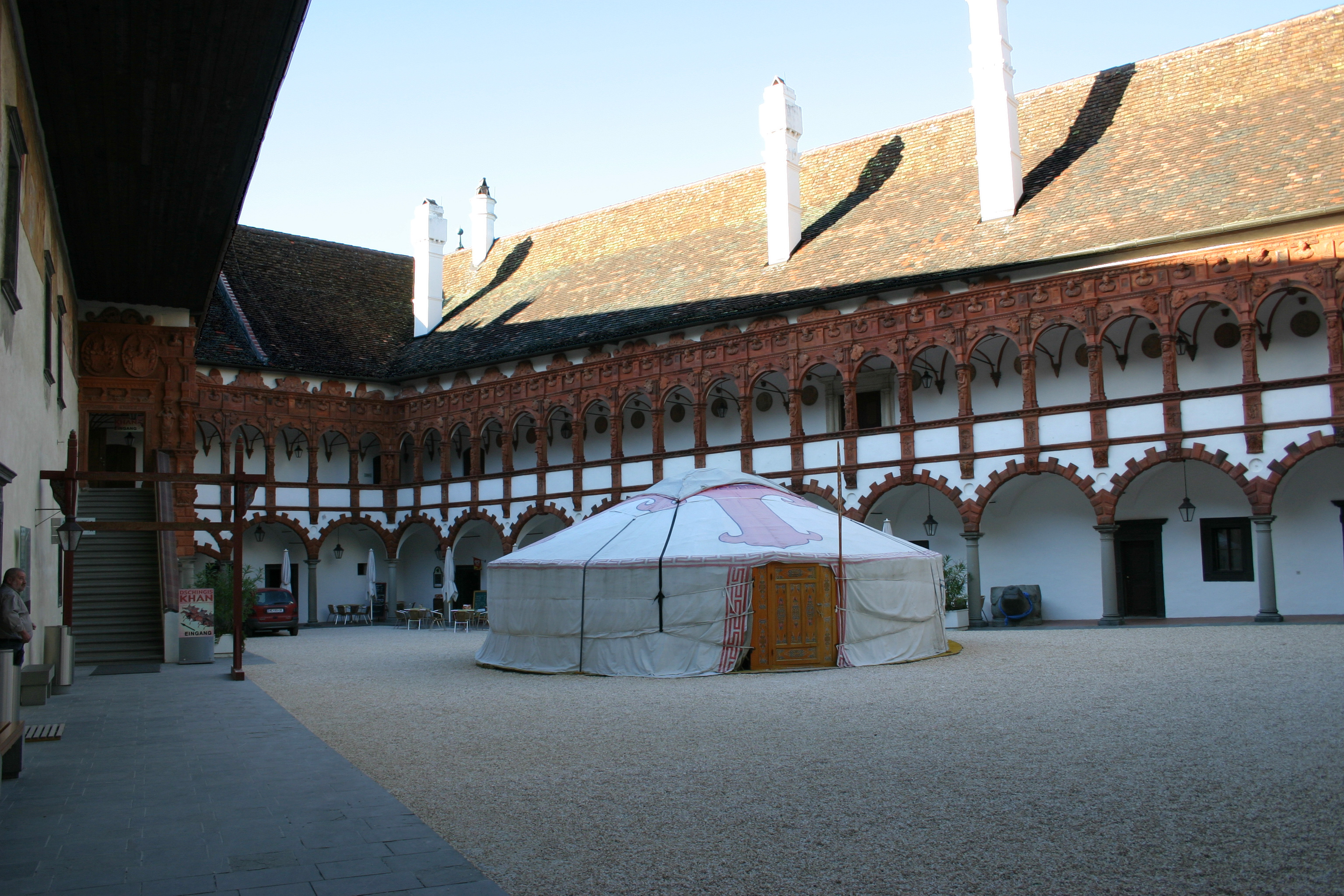
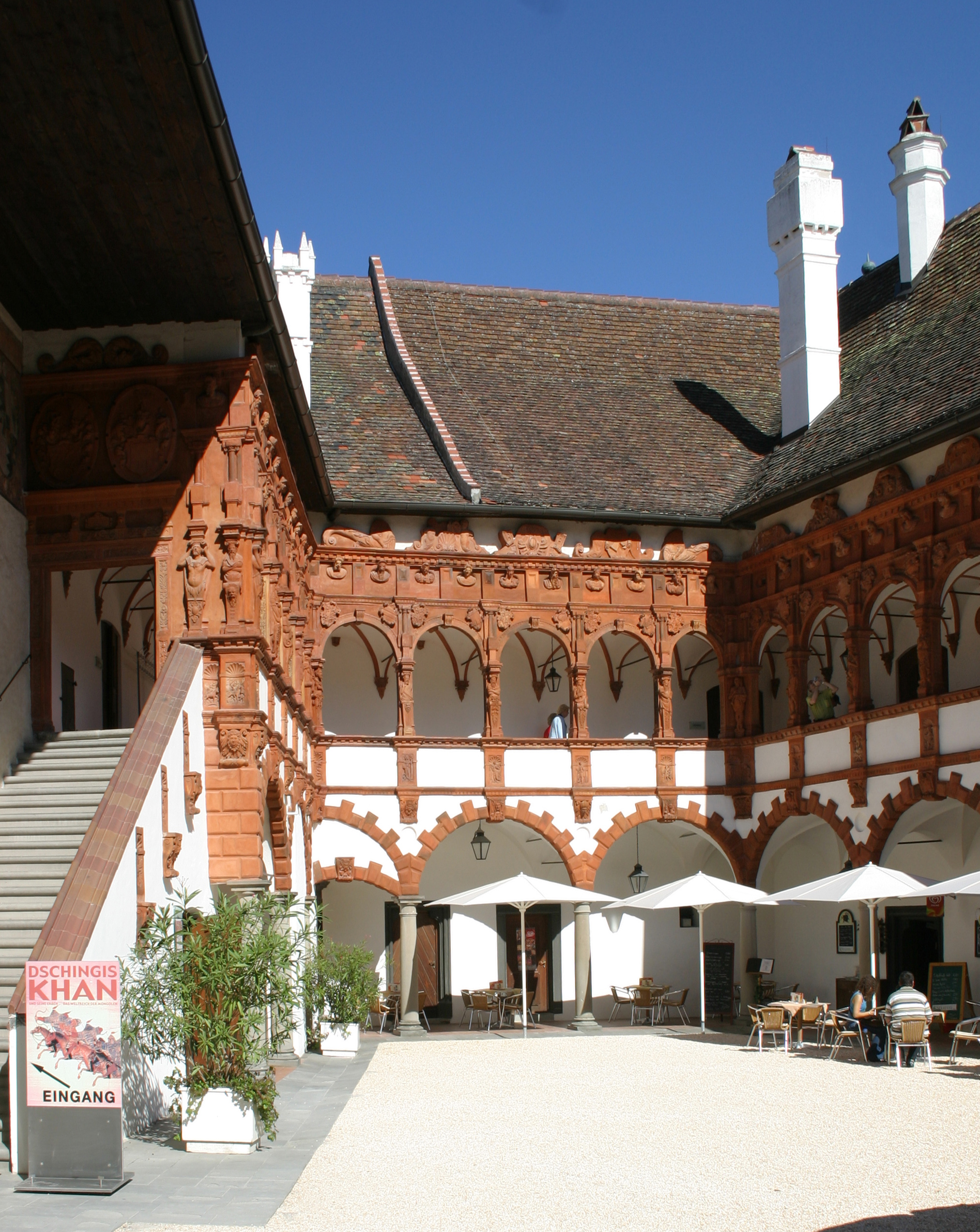
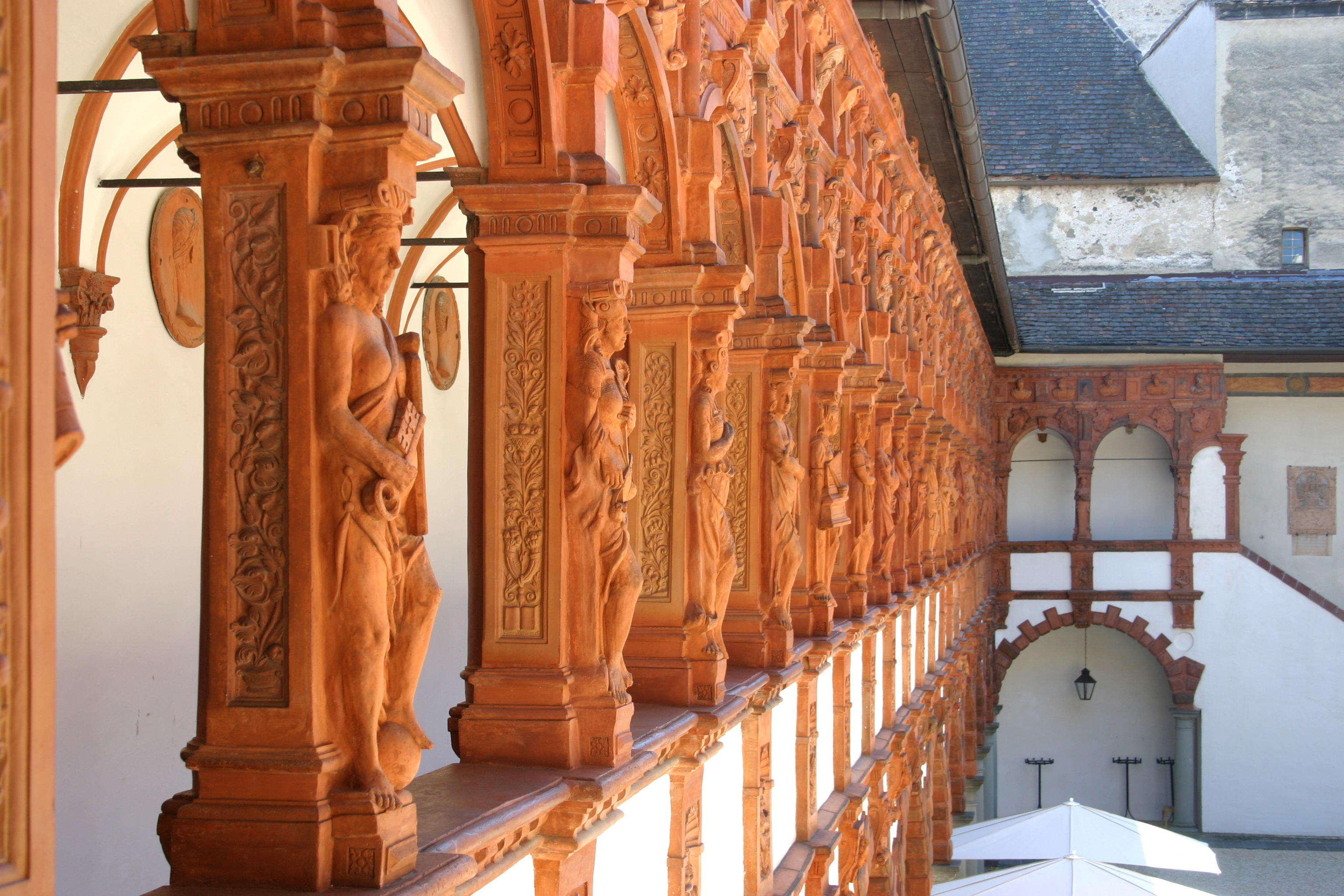
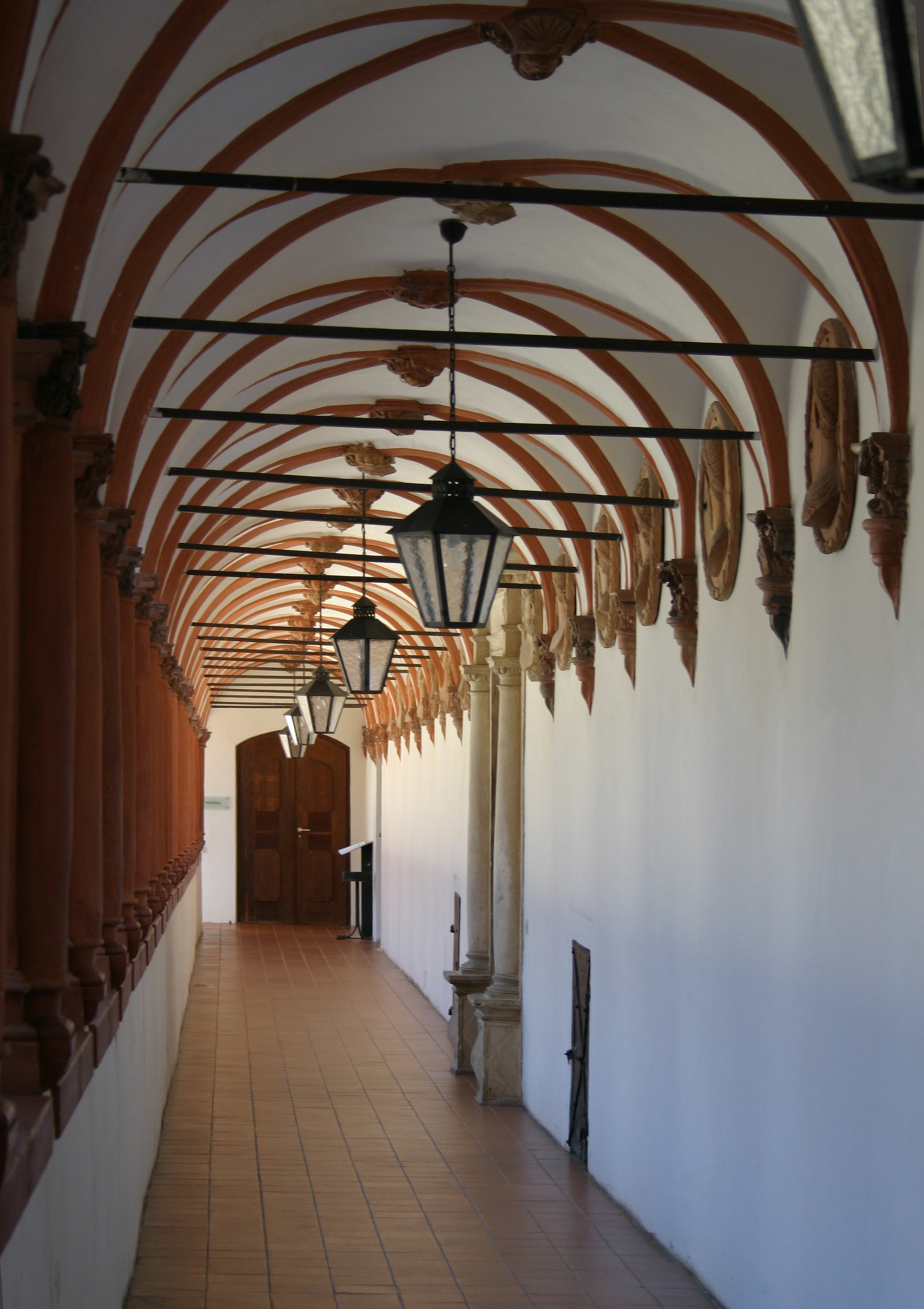
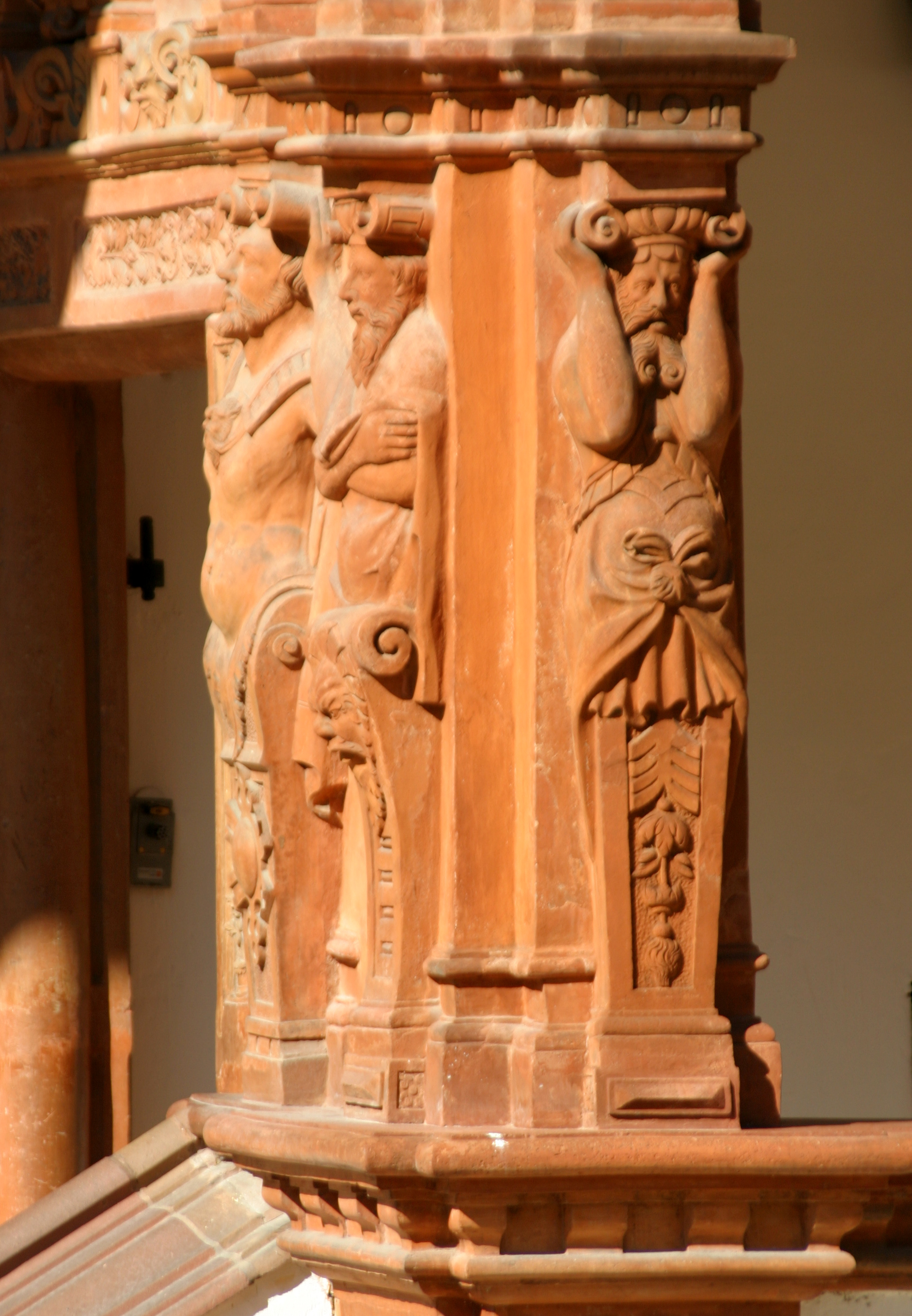

## Literatura
- Rupert Feuchtmüller (wyd.): Schloss Schallaburg. 1974. ISBN 3-85326-409-3. (niem.). Brak numerów stron w książce